# Cynoglossum yemenense
Cynoglossum yemenense là loài thực vật có hoa trong họ Mồ hôi. Loài này được (R.R.Mill & A.G.Mill.) Verdc. mô tả khoa học đầu tiên năm 1991.